# Daniel Wenig
Daniel Wenig, né le 12 août 1991, est un sauteur à ski allemand.

## Carrière
Membre du club de Berchtesgaden, Daniel Wenig commence sa carrière en compétition FIS en 2006. En 2011, il est médaillé d'argent par équipes aux Championnats du monde junior. Il monte sur son premier podium dans la Coupe continentale en janvier 2013 à Zakopane, gagnant le concours.
À l'occasion de la Tournée des quatre tremplins en 2013-2014, il fait ses débuts dans la Coupe du monde. 
Il est vainqueur cet hiver de la Coupe continentale, où il signe un deuxième succès à Falun.
Il marque ses premiers points dans la Coupe du monde à Oberstdorf en décembre 2014 (22e). Il prend sa retraite sportive en 2016.

## Palmarès

### Coupe du monde
- Meilleur classement général : 70e en 2015.
- Meilleur résultat individuel : 22e

#### Différents classements en Coupe du monde
| Année     | Classement général final |
| 2014-2015 | 70e                      |

### Championnats du monde junior
- Médaille d'argent au concours par équipes en 2011.

### Coupe continentale
- Vainqueur du classement général en 2014.
- 6 podiums, dont 2 victoires.